# Miroslav Moravec
Miroslav Moravec (Praag, 6 januari 1939 - aldaar, 29 maart 2009) was een Tsjechisch theater- en filmacteur. Hij was ook bekend als stemacteur en dubde met zijn melodieze stem onder meer inspecteur Kojak, commissaris Moulin, Jean-Paul Belmondo en Fantômas in het Tsjechisch.

## Filmografie (selectie)
- Zítra vstanu a opařím se čajem - 1977
- Byl jednou jeden polda - 1995
- Byl jednou jeden polda 2 - 1998
- Brak - 2002

- Gemeinsame Normdatei: 139738827
- International Standard Name Identifier: 0000 0000 7264 4690
- Library of Congress Control Number: no2012041645
- Nationale Bibliotheek van Tsjechië: jn19981001864
- Virtual International Authority File: 83986112
- WorldCat: E39PBJj4rcJKPqDyhm6DwKQDv3